# ZoneAlarm
ZoneAlarm es un cortafuegos por software producido por Check Point. Incluye un sistema de detección de intrusiones, así como la habilidad de controlar qué programas pueden crear conexiones salientes (esto último no está incluido en el cortafuegos de Windows XP Service Pack 2).
En ZoneAlarm, el acceso del programa está controlado por las "zonas" en las cuales se dividen las conexiones de red del ordenador. La "zona de confianza" ("trusted zone") normalmente incluye la red de área local del usuario y puede compartir recursos tales como ficheros e impresoras, mientras que la "zona de Internet" ("Internet zone") incluye todo lo que no esté en la "zona de confianza". El usuario puede especificar qué "permisos" (trusted zone client, trusted zone server, Internet zone client, Internet zone server) dar a un programa antes de que intente acceder a Internet (por ejemplo, antes de ejecutarlo por primera vez) o, alternativamente, ZoneAlarm preguntará al usuario qué permisos dar al programa en su primer intento de acceso.
En 2006, Zone Labs  anunció que ZoneAlarm no daría soporte a los sistemas operativos Windows 98 y Me, empezando por la versión 6.5. La compañía dijo que el anunciado fin de la fase de soporte extendido de Microsoft (provisión de parches de seguridad esenciales) para Windows 98 y Me, fue lo que motivó esa decisión.

## Versiones
- ZoneAlarm - la versión freeware incluye un firewall de red web y local con control de programas salientes y silenciado de puertos ("stealthing"). La versión freeware 6.5 no soporta la hibernación de Windows y no puede ser desinstalada completamente. p.e. el usuario necesita seguir numerosas instrucciones para eliminar completamente el software.
- ZoneAlarm Pro - bloqueador de ventanas emergentes, detección de hardware, protección de identidad, bloqueador de cookies y monitor de procesos
- ZoneAlarm Antivirus - ZoneAlarm con protección antivirus además de las características del firewall
- ZoneAlarm Antispyware - Una versión recortada de ZoneAlarm Pro: tiene todas las características de ZoneAlarm Pro excepto las de privacidad e identidad.
- ZoneAlarm Internet Security Suite - Incluye todas las características de las versiones anteriores, e incluye IMSecure Pro (ver a continuación) y un filtro antispam elaborado por MailFrontier.
- IMSecure - Protege a clientes de mensajería instantánea (como AIM, Yahoo!, MSN, ICQ y Trillian) de virus y transmisión accidental de información personal. IMSecure viene en dos ediciones, Basic y Pro, la última tiene más opciones de seguridad.

### Versiones descontinuadas
- ZoneAlarm Plus - Este producto fue descontinuado desde finales de 2004. Esto fue debido a que tenía menos características que el ZoneAlarm Pro pero se vendían casi por el mismo precio.
- ZoneAlarm Wireless Security - Este producto fue descontinuado desde el 19 de octubre del 2005, porque sus funciones fueron incluidas en todas las versiones de pago de ZoneAlarm desde la versión 6 en adelante.

### Versión actualizada
- IMSecure - Protege a clientes de mensajería instantánea (como AIM, Yahoo!, MSN, ICQ y Trillian) de virus y transmisión accidental de información personal. IMSecure viene en dos ediciones, Basic y Pro, la última tiene más opciones de seguridad.

## Crítica

### Publicidad engañosa
Durante el año 2015 han llegado a ofrecer una inmunidad a infecciones del 100%, incurriendo una mentira consciente y malintencionada, al tratarse de competencia desleal con los productos de seguridad de sus rivales, que podrían ser más seguros sin mentir para autopromocionarse.
La explicación es sencilla. Según suelen afirmar tajantemente los expertos en seguridad, no se puede garantizar detectar absolutamente todo, y también suelen comentar que quien afirme tal hecho miente porque a cada minuto salen miles de nuevas amenazas para las que no puede haberse creado un antídoto antes de ser conocidas. En una empresa experta en seguridad, ofrecer tal seguridad genérica del 100% es una falacia consciente sobre algo objetivamente imposible.
De hecho, si su programa fuera 100% seguro, ni siquiera necesitaría actualizaciones periódicas del programa o la base de datos de amenazas para las nuevas debilidades que se van descubriendo. Pero así es, ZoneAlarm tiene actualizaciones, demostrando la falsedad de que sea 100% seguro, pues un cliente puede ser infectado antes de recibir una actualización del producto ya instalado, echando por tierra toda esta maniobra publicitaria.

### Controversia por el software espía de la versión 6.0
En 2006, James Borck de InfoWorld descubrió que ZoneAlarm Security Suite 6.0 continuaba mandando datos cifrados a cuatro servidores incluso después de que el usuario hubiese desactivado todas las opciones de comunicaciones de ZoneAlarm. Zone Labs publicó entonces una nota de prensa en su página web, dando instrucciones para que los usuarios desactivaran las comunicaciones secretas mientras informaba que no se compartía información personal, rechazando que se debilitara la seguridad pese a haberla vulnerado.

### Instalaciones sucias
ZoneAlarm ha sido criticado por no desinstalarse limpiamente usando su propio desinstalador, la única manera de eliminar ZoneAlarm propiamente después de la desinstalación es eliminando manualmente ciertos ficheros, carpetas y entradas del registro, habiendo activado primero la vista de ficheros y carpetas ocultas (en Windows XP y Windows 2000, es necesario también activar la vista de ficheros protegidos del sistema operativo).